# Hypsilurus schultzewestrumi
Hypsilurus schultzewestrumi — вид ігуаноподібних ящірок родини агамових (Agamidae). Ендемік Нової Гвінеї. Вид названий на честь німецького зоолога Томаса Шульце-Веструма.

## Поширення і екологія
Hypsilurus schultzewestrumi мешкають в горах Центрального хребта Нової Гвінеї, як на території Індонезії, так і на території Папуа Нової Гвінеї. Вони живуть в гірських тропічних лісах, на висоті від 1400 до 1700 м над рівнем моря.